# Lefebvrea abyssinica
Lefebvrea abyssinica är en flockblommig växtart som beskrevs av Achille Richard. Lefebvrea abyssinica ingår i släktet Lefebvrea och familjen flockblommiga växter. Inga underarter finns listade i Catalogue of Life.